# آرنایر
آرنایر (به دانمارکی: Arnager) یک روستای ماهیگیری در دانمارک است که در استان هوودستادن واقع شده‌است. آرنایر ۱۵۱ نفر جمعیت دارد.